# Emily Galaviz
Emily Sarahí Galaviz Osuna (San Juan de los Morros, Guárico,  Veneçuela, 18 d'abril de 2007) és una cantant veneçolana de música planera, del gènere dels plans veneçolans, reconeguda per interpretar temes de diferents artistes del gènere.
Va rebre el seu primer disc d'or a Spotify a Colòmbia, després d'assolir els 4 milions de reproduccions. A YouTube el seu vídeo més reproduït és el «Popurrí 01» el qual ja va sobrepassar les 10 milions de vistes, consolidant-se com un dels vídeos de música planera més reproduïts en aquesta plataforma digital. A les seves xarxes socials i plataformes digitals com Instagram, TikTok, Facebook i YouTube, acumula un total de més de 4,2 milions de seguidors, sent l'artista de música planera més seguida en aquestes plataformes.

## Biografia
Emily ha estat influenciada en el gener de musica planera des de la seva primerenca edat, això a causa de la cultura per la qual va veure envoltada. Va iniciar la seva carrera professional des de que estava petita, però el seu notori reconeixement en la indústria va començar el 2022, després d'haver tingut una destacada participació en el programa Talento de Corazón Juvenil de TVES. L'ascens en la seva carrera va portar a aconseguir un contracte amb la productora Total Show Entertainment amb la qual grava el seu primer senzill.
Galaviz fa servir temes propis d'altres exponents de la música planera, però els inclou canvis melòdics i rítmics, cosa que fa aquests temes més atraients a l'oïda dels seus seguidors donant-li un toc personal. El primer d'aquests temes va ser el "Guayabo Zarandiao" (original de Mayra Tovar), part del "Popurri 01" i que la va catapultar a la fama, i després a vingut fent publicacions semblants que han destacat.  També també destaca el "Popurri 02".
El setembre del 2024 va iniciar el que va ser la seva primera gira nacional i internacional . I al desembre va realitzar al costat de les també cantants Araima Amezquita i Yenifer Mora un tour anomenat Les dives del folklore per diferents ciutats dels Estats Units.

## Discografia

### Senzills
| Any  | Títol                                                 | Compositor                   | Discogràfica             |
| 2024 | Guayabo Zarandiao (Despit Mogut)                      | Carlos Cumarín               | Total Show Entertainment |
| 2024 | Mi Triste Realidad (La meva Trista Realitat)          | Jean Ochoa                   | Total Show Entertainment |
| 2024 | Ni que me pongas me amarres (Ni que em posis amarris) | Emily Galaviz i Yenifer Mora | Total Show Entertainment |
| 2024 | Llano Querido (Pla Volgut)                            | José Miguel Chuello          | Total Show Entertainment |
| 2024 | Mi Forma de Amar (La meva Manera d'Estimar)           | Emily Galaviz                | Total Show Entertainment |
| 2024 | Por Los Caminos del llano (Pels Camins del pla)       | Cesar Orellano               | Total Show Entertainment |
| 2024 | La Centella                                           | Raniero Palm                 | Total Show Entertainment |
| 2025 | Aguacero (Xàfec)                                      | Emily Galaviz                | Total Show Entertainment |

### EP
| Any  | Títol                    | Compositor | Temes inclosos |
| 2024 | Popurrí 01               | Carlos Cumarín, Hugo Blanco, Ivan José Rodriguez, Juan Vicente Torrealba, Julio Pantoja, Rafael Perez, Rafael Giménez, Ángel Custodio Loyola                        | La Vecina; Guayabo Zarandiao; El Gabancito; Tu Alma y la Mía; Tierra negra; De Moda que Si; Mi Sombrero (La Veïna; Despit Mogut; El Gabancito; La teva Ànima i la Meva; Terra negra; De Moda que Si; El meu Barret) |
| 2024 | Popurrí 02               | Abraham Nieves, Cholo Valderrama, Cristóbal Jiménez, El Carrao De Palmarito, Francisco Montoya, Hugo Blanco, Julio César Sánchez, Nelson Morales, Reyna Lucero      | Hazañas De Un Llanero; El Hombre Que Tanto Amé; Por Ese Suspiro; Juanita; Mi Caballo Y Yo; Kirpa Altanera; Chipola Del Siglo XX; Catira Marmoleña; Gabán Peligroso;Dónde Están Los Gallos (Gestes D'Un Llanero; L'Home Que Tant Vaig estimar; Per Aquest Sospir; Juanita; El meu Cavall I Jo; Kirpa Alterosa; Chipola Del Segle XX; Catira Marmoleña; Gavany Perillós;On Estan Els Galls) |
| 2024 | Popurrí 03 - Pati Sonoro | Felix Romero, Salvador Gamboa, Vito Difrisco, Wilmer Tovar, Rummy Olivo, Guillermo Hernandez, Marcos Eduardo Hernandez, Hugo Blanco, Victor Castillo, Rafael Molina | Cuando Hay Amor; Fiesta Venezolana; Te Lo Juro; Tiempo De Agua En La Llanura; Llegó El Joropo; Luna De Capanaparo; No Me Corra Cantinero; Les Llegó La Guillotina (Quan Hi ha Amor; Festa Veneçolana; T'Ho Juro; Temps D'Aigua En La Plana; Va arribar El Joropo; Lluna De Capanaparo; No Em Corri Cantinero; Els Va arribar La Guillotina)                                               |

## Gires
| Any        | Tour                                                        | Llocs |
| ---------- | ----------------------------------------------------------- | --- |
| Principals |                                                             | |
| 2024       | Emily Galaviz y sus amigos (Emily Galaviz i els seus amics) | - Barquisimeto - València - Maracay - La Guaira - Caracas                                                       |
| 2024       | Las Divas de folklore (Les Dives de folklore)               | - Miami - Atlanta - Austin - Phoenix - Salt Lake City - Dallas - Orlando - Tampa - Houston - Chicago - Columbus |